# Femi Kuti
Femi Kuti, właściwie Olufela Olufemi Anikulapo Kuti (ur. 16 czerwca 1962 w Londynie) – nigeryjski muzyk grający afrobeat i jazz, najstarszy syn Feli Kutiego. Założyciel zespołu Positive Force.

## Życiorys
Olufela Olufemi Anikulapo Kuti, syn Feli i Remi Kuti, urodził się w Londynie, ale wychował się w Lagos, w Nigerii. Karierę muzyczną rozpoczął w zespole swojego ojca, Egypt 80. W 1986 roku założył swój własny zespół, Positive Force, chcąc wypromować się jako artysta niezależny od twórczości ojca. W latach 90' nawiązał współpracę z wytwórnią Motown, co przyniosło za sobą w 1995 roku debiutancki solowy album Femi Kuti. Album odniósł sukces w Europie i Afryce. Artysta wyruszył na trasę koncertową, najpierw po Afryce, potem po Europie w 1996 i 1997. W roku 1997, z powodu AIDS umarł jego ojciec, a niedługo potem jego siostra Sola. Pod koniec roku Femi Kuti nawiązał współpracę z wytwórnią PolyGram − wynikiem współpracy był album Shoki Shoki. Podobnie jak jego ojciec, artysta często poruszał tematy społeczne i polityczne dotyczące Nigerii i Afryki, krytykując konkretne osoby, w wyniku czego władze cenzurowały jego twórczość, zniesławiały i doprowadzały do aresztowań. W 1999 jego piosenka "Beng Beng Beng" z albumu Shoki Shoki została zakazana przez nigeryjski reżim wojskowy. W 2001, wspólnie z takimi amerykańskimi artystami jak Mos Def, Common czy Jaguar Wright wydał album Fight to Win. W 2008 Femi Kuti użyczył swojego głosu w grze Grand Theft Auto IV, gdzie był prowadzącym stację radiową IF 99 (International Funk 99).
Artysta był trzykrotnie nominowany do nagrody Grammy, w 2003, 2010 i 2012, ale ani razu nie udało mu się zdobyć statuetki.

## Dyskografia
- No Cause For Alarm? (1989)
- M.Y.O.B. (1991)
- Femi Kuti (1995)
- Shoki Shoki (1998)
- Fight to Win (2001)
- "Ala Jalkoum" (na albumie Rachid Taha Live, 2001)
- Africa Shrine (Live CD) (2004)
- Live at the Shrine (Deluxe Edition DVD) + Africa Shrine (Live CD) (2005)
- The Best of Femi Kuti (2004)
- Femi Kuti The Definitive Collection (2007)
- Grand Theft Auto IV − ścieżka dźwiękowa (2008)
- Hope for the Hopeless wspólnie z Brettem Dennenem (2008)
- Day by Day (2008)
- "Vampires" (na albumie Radio Retaliation Thievery Corporation, 2008)
- Africa for Africa (2010)
- No Place for My Dream (2013)